# Lambaroh
Lambaroh is een bestuurslaag in het regentschap Aceh Jaya van de provincie Atjeh, Indonesië. Lambaroh telt 397 inwoners (volkstelling 2010).